# کورنتووانیه
کورنتووانیه (اسلوونیایی: Kurentovanje) بزرگ‌ترین کارناوال اسلوونی مربوط به آیین‌های بهار و باروری اسلاوهای باستان، از سال ۱۹۶۰ برگزار می‌شود. این جشن به ابتکار دراگو هاسل (‎۱۹۰۰–۱۹۷۶) و همفکرانش ایجاد شد که برای اولین بار همراه با انجمن تاریخی شهر پتوی آن را سازماندهی کردند. شخصیت مرکزی آن کورِنت، در افسانه‌های عامیانه اسلوونی به‌عنوان خدا یاد شده و در داستان‌های عامیانهٔ کرنتن در جنوب اتریش نیز ثبت شده‌است. خاستگاه کورنت مشخص نیست و موضوع تحقیقات قوم‌شناسی، اساطیری و تاریخی بوده‌است. این جشنواره ریشه در رژهٔ سال ۱۹۳۹ در ماریبور دارد که به احیا و برقراری مجدد رسم کمک کرد.
در سال ۲۰۱۷ رسم از خانه به خانه رفتن کورنت‌ها در فهرست میراث فرهنگی ناملموس یونسکو ثبت شد.

## تاریخچه
بنا بر نظریاتی از قرون گذشته، کورنت به عنوان خدای عیاشی و دیونیسوس اسلوونی شناخته می‌شود. اولین ذکر مکتوب از کورنت (یا کُرانت) به سال ۱۸۲۹ برمی‌گردد و در وقایع‌نگاری کلیسای سن مارکو در مارکووتسی پیدا شده؛ اما یوری شوبیتس (‎۱۸۵۵–۱۸۹۰) اولین تصویر از کورنت را در ۱۸۸۰ نقاشی کرده‌است. در قرن بیستم بسیاری از سنت‌ها از جمله کورنت رو به نابودی می‌رفتند، تا اینکه در سال ۱۹۳۹ جشنواره فولکلوری در ماریبور ترتیب داده شد و کورنت در پیش‌زمینه قرار گرفت. چند دهه بعد، دراگو هاسل اولین کورنتووانیه رسمی را در ۲۷ فوریه ۱۹۶۰ با هدف حفظ آداب و رسوم در پتوی ترتیب داد.
از ۱۹۹۴ به این سو برنامه‌های متنوع موسیقی، سرگرمی و گروه‌های بالماسکه به کارناوال اضافه شده و با خاکسپاری کارناوال در سه‌شنبه شب به پایان می‌رسد.

## شرح
کورنتووانیه مرتبط با دوره چهل روزه پیش از عید پاک است که از سه‌شنبه قبل از چهارشنبه خاکستر آغاز می‌شود. جشن یازده روز مانده به شروع چله روزه تا سه‌شنبه اعتراف ادامه دارد؛ هفتمین یکشنبه قبل از روز عید پاک اوج جشن است. آیین مشابهی تحت نام بوشویاراش هم در شهر موهاچ مجارستان توسط شوکتسی برگزار می‌شود.
کورنت‌ها در گروه به حرکت در می‌آیند و پوششی از پوست گوسفند دارند که زنگولهٔ گاو از کمربند یا زنجیر آن آویزان است؛ روی سر پوستین خزی با نقاب قرار می‌گیرد و پر، چوب و شاخ روی سر با نوارهای رنگی تزئین می‌شود. مشخصهٔ نقاب‌های چرمی روی صورتِ کورنت بینی عاج‌مانند و زبان قرمزرنگ بلندی است که تا سینه می‌آید. شمایل کورنت در ابتدا برای مردان مجرد مجاز بود اما امروزه از مردان و زنان متأهل و کودکان نیز دعوت می‌شود.

## نگارخانه

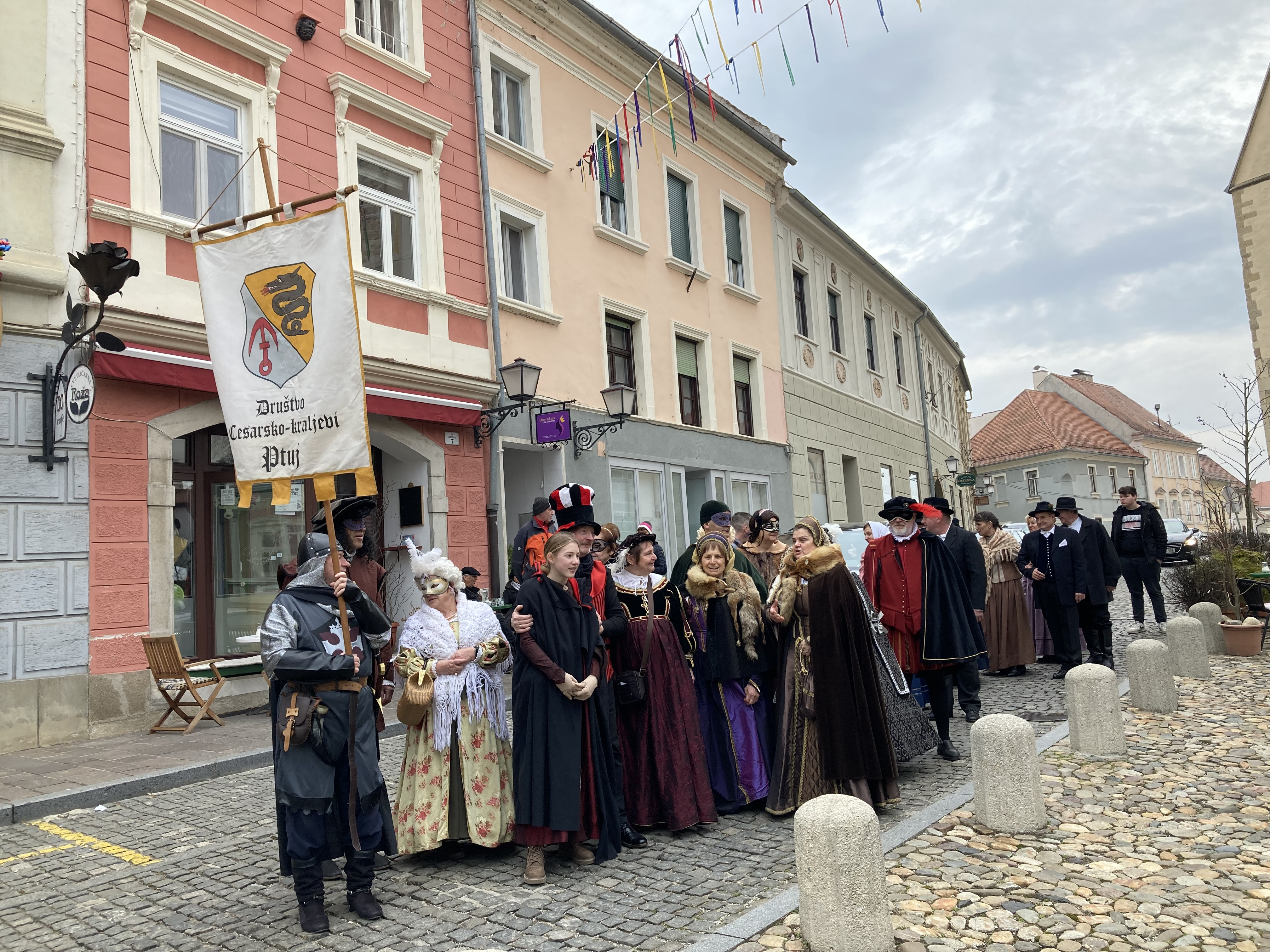
کارناوال شهری
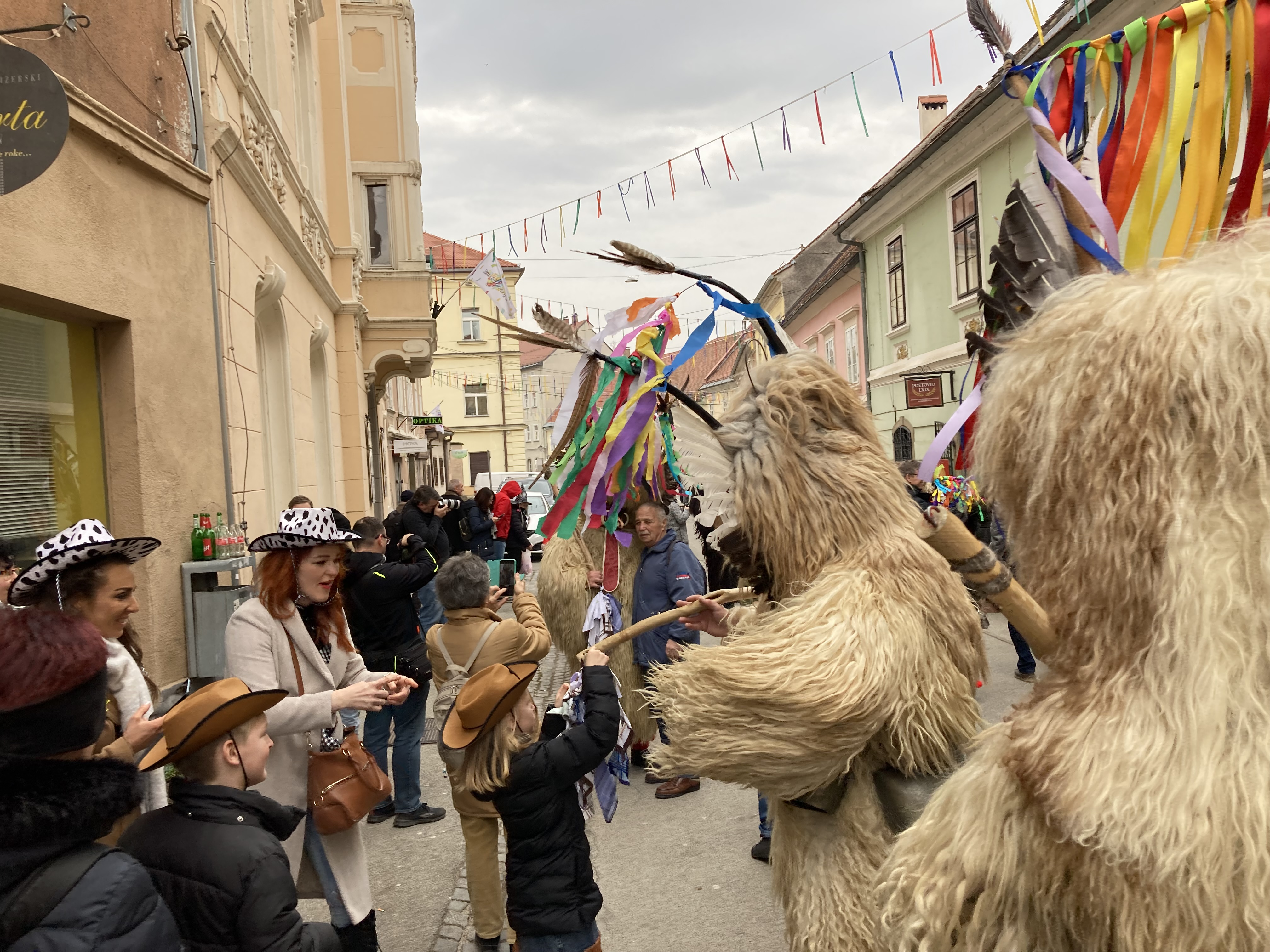
هدیه دستمال به کورنت
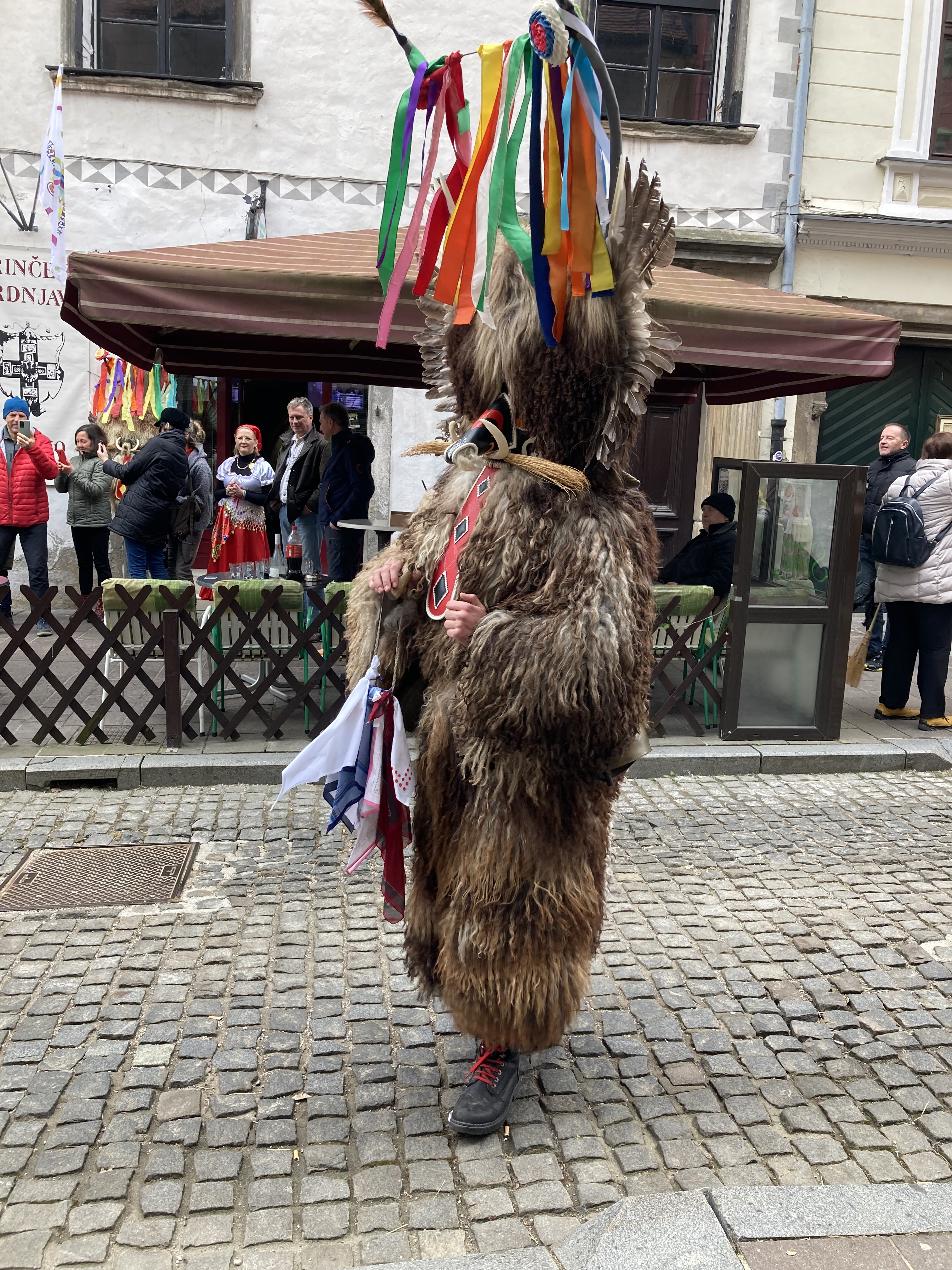
کورنت

## یادداشت
1. ↑  رِ تُ